# Laura Traats
Laura Traats (bulgarisch Лаура Траатс; * 13. Dezember 1998 in Sofia) ist eine ehemalige bulgarische Rhythmische Sportgymnastin.

## Karriere
Traats begann im Alter von vier Jahren mit der rhythmischen Sportgymnastik und gehörte später zur bulgarischen Nationalgruppe.
Erstmals trat sie bei der Weltmeisterschaft 2017 in Erscheinung, wo sie mit der Gruppe Silber im Mehrkampf und Bronze in der Übung mit drei Bällen und zwei Seilen gewann. Im Jahr darauf sicherte sie sich bei der Europameisterschaft 2018 mit der Gruppe Gold in der Übung mit drei Bällen und zwei Seilen sowie jeweils Bronze im Mehrkampf und in der Mannschaftswertung. Bei der Weltmeisterschaft 2018 folgten ein weiterer Gruppentitel mit fünf Reifen und eine Bronzemedaille im Mehrkampf.
2019 gewann sie mit der Gruppe bei den Europaspielen Silber im Mehrkampf und mit fünf Bällen und Bronze mit drei Reifen und vier Keulen. Bei der Weltmeisterschaft desselben Jahres kamen Silber mit fünf Bällen und Bronze im Mehrkampf hinzu.
Bei der Europameisterschaft 2021 holte sie mit der Gruppe Gold mit fünf Bällen und Silber mit drei Reifen und vier Keulen. Im selben Jahr krönte sie ihre sportliche Laufbahn mit dem Gewinn der Goldmedaille im Gruppen-Mehrkampf bei den Olympischen Spielen in Tokio.
Für ihre sportlichen Erfolge wurde sie 2021 zur Ehrenbürgerin der Städte Welingrad und Sofia ernannt. Ihr Vater stammt aus den Niederlanden und vor ihrer Volljährigkeit besaß sie neben der bulgarischen auch die niederländische Staatsbürgerschaft.